# Meinisberg
Meinisberg (toponimo tedesco, informalmente anche Meinisberg bei Biel; in francese, Montmenil, desueto) è un comune svizzero di 1 309 abitanti del Canton Berna, nella regione del Seeland (circondario di Bienne).

## Società

### Evoluzione demografica
L'evoluzione demografica è riportata nella seguente tabella:
Abitanti censiti

### Lingue e dialetti
Meinisberg è un comune bilingue.

## Amministrazione
Ogni famiglia originaria del luogo fa parte del cosiddetto comune patriziale e ha la responsabilità della manutenzione di ogni bene comune.